# Геркен, Фёдор Алексеевич
Фёдор Алексеевич Геркен (1835—1906/1907) — русский военно-морской деятель, адмирал (1904).
Его племянник Николай Александрович Геркен (1863—1933) — учёный-хирург, профессор и директор клиники Казанского университета. 

## Род Геркен
Основателем дворянского рода Геркен стал Фёдор Фёдорович Геркен, родившийся в 1756 году в семье Ревельского купца. Службу начал в 1771 году — писарем. К 1788 году — подполковник, в 1793 году — полковник в отставке. На гражданской службе в 1801 году был произведён в статские советники; в 1810—1812 годах — казанский губернский предводитель дворянства. Умер Ф. Ф. Геркен 11 июля 1849 года. После его смерти род был внесён во 2-ю часть дворянской родословной книги Казанской губернии по определениям Казанского дворянского депутатского собрания от 21.06.1801, 10.10.1849 и утверждён указом Герольдии от 11 апреля 1850 года.
Фёдор Фёдорович Геркен был женат на дочери коллежского советника Екатерине Петровне Есиповой, венчание состоялось 16 января 1788 года в Крестовоздвиженской церкви Казани. За ним совместно с женой по 5-й ревизии числилось 146 душ крестьян, за женой в Спасском и Свияжском уездах Казанской губернии — родовых 600 душ крестьян.
В семье родилось 10 детей: Пётр, Александр, Елизавета, Фёдор, Николай, Алексей, Варвара, Екатерина, Владимир, Иван.

## Биография
Родился 3 (15) февраля 1835 года в семье Алексея Фёдоровича Геркена (14.10.1797—?), который стал родоначальником самой знаменитой военно–морской ветви Геркен. Все три его сына Александр (26.07.1820—?), Павел (16.09.1825—?) и Фёдор были воспитанниками Морского кадетского корпуса. Но только младший дослужился до высших чинов.
После окончания Морского кадетского корпуса в 1853 году был произведён в мичманы с назначением на Черноморский флот. С 1854 года участвовал в обороне Севастополя и за храбрость был награждён Золотой георгиевской саблей и произведён в лейтенанты. 
В 1856—1857 годах на корвете «Волк» крейсировал в Чёрном море. В 1858 году на пароходе «Тамань» совершил переход между Николаевым и Севастополем. 
С 1859 года служил на Балтийском флоте. В 1859—1862 годах на корвете «Посадник» совершил кругосветное плавание. В 1862—1864 годах в должности старшего офицера клипера «Абрек» участвовал в Американской экспедиции. 
С 19 января 1870 года был назначен командиром клипера «Жемчуг». С 1878 года командовал броненосцем «Севастополь» и башенным броненосным фрегатом «Адмирал Лазарев».
В контр-адмиралы с назначением начальником штаба Кронштадтского порта был произведён 1 января 1886 года. С 1889 года — командующий отрядом, с 1893 года командующий эскадрой Балтийского флота. С 1890 года — командующий отрядом судов Морского корпуса; 30 августа 1892 года произведён в вице-адмиралы с назначением старшим флагманом 2-й флотской дивизии.
С 1896 года был членом Александровского комитета о раненых. В 1904 году произведён в адмиралы. Был награждён всеми орденами вплоть до ордена Святого Александра Невского пожалованного ему 13 августа 1903 года.
Умер 20 декабря 1906 (2 января 1907) года в Санкт-Петербурге, похоронен на Митрофаниевском кладбище.

## Семья
- Алексей (?—1905) — лейтенант, погиб на броненосце «Бородино» в Цусимском сражении
- Фёдор (1883 — не ранее 1915) — капитан 2-го ранга, командир эскадренного миноносца «Лёгкий», участник русско-японской и Первой мировой войн.